# تداخل الکترومغناطیسی در ۲.۴ گیگاهرتز
چند مورد از باند ۲٫۴ گیگاهرتزی وجود دارد. تداخل ممکن است بین دستگاه‌هایی که در ۲٫۴ گیگاهرتز کار می‌کنند رخ دهد. در این مقاله کاربران مختلفی از باند ۲٫۴ گیگاهرتزی، نحوه ایجاد تداخل به دیگر کاربران و چگونگی تداخل آن‌ها از دیگر کاربران را توضیح می‌دهند.

## تلفن
بسیاری از تلفن‌های بی‌سیم و مانیتورهای کودک در ایالات متحده و کانادا از فرکانس ۲٫۴ گیگاهرتز استفاده می‌کنند که همان فرکانس است که استانداردهای Wi-Fi 802.11b، 802.11g و 802.11n عمل می‌کنند. این می‌تواند باعث کاهش قابل توجه سرعت یا گاهی اوقات کل مسدود کردن سیگنال Wi-Fi زمانی که یک مکالمه در تلفن انجام می‌شود. چند راه برای جلوگیری از این وجود دارد اما برخی از ساده و بعضی پیچیده‌تر است.
- با استفاده از تلفن‌های سیمی که انتقال نمی‌دهند.
- استفاده از گوشی‌های بی‌سیم که از باند ۲٫۴ گیگاهرتز استفاده نمی‌کنند.
- با استفاده از باند ۵ گیگاهرتزی
- تلفن‌های DECT 6.0 (1.9 گیگاهرتز)، ۵٫۸ گیگاهرتز یا ۹۰۰ مگاهرتز، امروزه به‌طور معمول در دسترس هستند، از باند ۲٫۴ گیگاهرتزی استفاده نمی‌کنند و بنابراین دخالت نمی‌کنند.
- تلفن‌های VoIP / Wi-Fi ایستگاه‌های پایه Wi-Fi را به اشتراک می‌گذارند و در پروتکل‌های متقاعدکننده Wi-Fi شرکت می‌کنند.
- چندین کانال Wi-Fi مختلف در دسترس هستند و ممکن است از کانال‌های تلفن جلوگیری شود.

اخیراً گاهی اوقات موفق نخواهید شد، زیرا تلفن‌های بی‌سیم زیادی از یک ویژگی به نام Spectrum Spread Spread استفاده می‌کنند.
این تکنولوژی برای جلوگیری از بازپرس طراحی شده‌است، اما تلفن به‌طور تصادفی کانال‌ها را تغییر می‌دهد و کانال Wi-Fi را از تداخل تلفنی نجات نمی‌دهد.

## بلوتوث
اجاق‌های مایکروویو با انتشار یک سیگنال بسیار قدرتمند در باند ۲٫۴ گیگاهرتزی کار می‌کنند. دستگاه‌های قدیمی تر دارای محافظ ضعیف هستند و اغلب سیگنال بسیار کثیف را در سراسر باند ۲٫۴ گیگاهرتزی انتشار می‌دهند.
این می‌تواند مشکلات قابل توجهی را برای انتقال Wi-Fi و ویدئو ایجاد کند، که موجب کاهش محدوده یا مسدود کردن کامل سیگنال می‌شود. کمیته IEEE 802.11 که مشخصات فنی Wi-Fi را توسعه داد، تحقیقات وسیعی را دربارهٔ پتانسیل تداخل اجاق‌های مایکروویو انجام داد.
یک اجاق مایکروویو معمولی از یک لوله قدرت خلاء خودکسیایی به نام مگنترون و منبع تغذیه با ولتاژ نیم نیمه (اغلب با دو برابر شدن ولتاژ) و بدون فیلتر DC استفاده می‌کند. این یک قطار رادیویی RF با یک دوره کاری زیر ۵۰٪ تولید می‌کند، زیرا لوله به‌طور کامل برای نیمی از هر دورهٔ AC متناوب می‌شود: 8.33 ms در 60 Hz در بعضی کشورها و 10 ms در 50 Hzدر کشورهای دیگر.
این ویژگی موجب شد تا یک "Wi-Fi" "استحکام تداخل اجاق مایکروویو" ایجاد شود که قاب داده‌های بزرگتر را به قطعاتی تقسیم می‌کند که هرکدام به اندازه کافی کوچک می‌باشند تا بتوانند در دوره‌های "خاموش" کوره قرار بگیرند.
میته ۸۰۲٫۱۱ همچنین دریافت که اگرچه فرکانس لحظه ای مگنترون نسبت به فرکانس مایکروویو به‌طور گسترده‌ای بیش از هر چرخه نیمه AC با ولتاژ تغذیه لحظه ای متفاوت است، در هر لحظهٔ آن نسبتاً منسجم است، به عنوان مثال، تنها یک پهنای باند باریک است.
سیگنال 802.11a / g از لحاظ ذاتی در برابر چنین تداخل قوی است؛ زیرا OFDM با اطلاعات اصلاح خطا در میان حامل‌ها درهم است. تا زمانی که فقط چند حامل از طریق تداخل باند باریک قوی پاک می‌شوند، اطلاعات در آن‌ها می‌توانند توسط کد خطا اصلاح شده از حامل‌هایی که از طریق آن عبور می‌کنند بازسازی شوند.

## دزدگیر ماشین
برخی تولیدکنندگان خودرو با استفاده از فرکانس 2.4 GHz فرکانس برای خود دزدگیر ماشین داخلی جنبش سنسور. این دستگاه انتقال 2.45 GHz (بین کانال ۸ و ۹) در قدرت 500 مگاوات است. چون از کانال همپوشانی این باعث خواهد شد مشکلات برای کانال‌های ۶ و ۱۱ که معمولاً استفاده می‌شود به‌طور پیش فرض کانال برای اتصالات Wi-Fi. از آنجا که سیگنال منتقل می‌شود به عنوان یک لحن مستمر آن باعث مشکلات خاص برای Wi-Fi ترافیک. این را می‌توان به وضوح دیده می‌شود با تجزیه و تحلیل طیف. این دستگاه با توجه به برد کوتاه و قدرت بالا به‌طور معمول نمی‌مستعد ابتلا به دخالت از دستگاه‌های دیگر در 2.4 GHz band.

## مایکروویو
Microwave oven:
اجاق‌های مایکروویو با انتشار یک سیگنال بسیار قدرتمند در باند ۲٫۴ گیگاهرتزی کار می‌کنند. دستگاه‌های قدیمی تر دارای محافظ ضعیف هستند و اغلب سیگنال بسیار کثیف را در سراسر باند ۲٫۴ گیگاهرتزی انتشار می‌دهند.
این می‌تواند مشکلات قابل توجهی را برای انتقال Wi-Fi و ویدئو ایجاد کند، که موجب کاهش محدوده یا مسدود کردن کامل سیگنال می‌شود. کمیته IEEE 802.11 که مشخصات فنی Wi-Fi را توسعه داد، تحقیقات وسیعی را دربارهٔ پتانسیل تداخل اجاق‌های مایکروویو انجام داد.
یک اجاق مایکروویو معمولی از یک لوله قدرت خلاء خودکسیایی به نام مگنترون و منبع تغذیه با ولتاژ نیم نیمه (اغلب با دو برابر شدن ولتاژ) و بدون فیلتر DC استفاده می‌کند. این یک قطار رادیویی RF با یک دوره کاری زیر ۵۰٪ تولید می‌کند، زیرا لوله به‌طور کامل برای نیمی از هر دورهٔ AC متناوب می‌شود: 8.33 ms در 60 Hz در بعضی کشورها و 10 ms در 50 Hzدر کشورهای دیگر.
این ویژگی موجب شد تا یک "Wi-Fi" "استحکام تداخل اجاق مایکروویو" ایجاد شود که قاب داده‌های بزرگتر را به قطعاتی تقسیم می‌کند که هرکدام به اندازه کافی کوچک می‌باشند تا بتوانند در دوره‌های "خاموش" کوره قرار بگیرند.
میته ۸۰۲٫۱۱ همچنین دریافت که اگرچه فرکانس لحظه ای مگنترون نسبت به فرکانس مایکروویو به‌طور گسترده‌ای بیش از هر چرخه نیمه AC با ولتاژ تغذیه لحظه ای متفاوت است، در هر لحظهٔ آن نسبتاً منسجم است، به عنوان مثال، تنها یک پهنای باند باریک است.
سیگنال 802.11a / g از لحاظ ذاتی در برابر چنین تداخل قوی است؛ زیرا OFDM با اطلاعات اصلاح خطا در میان حامل‌ها درهم است. تا زمانی که فقط چند حامل از طریق تداخل باند باریک قوی پاک می‌شوند، اطلاعات در آن‌ها می‌توانند توسط کد خطا اصلاح شده از حامل‌هایی که از طریق آن عبور می‌کنند بازسازی شوند.

## دستگاه‌های ویدئویی
فرستندگان ویدئو معمولاً با استفاده از یک حامل FM برای حمل یک سیگنال ویدئویی از یک اتاق به یک دیگر (به عنوان مثال، تلویزیون ماهواره ای یا تلویزیون بسته) کار می‌کنند.
این دستگاه‌ها معمولاً به‌طور مداوم کار می‌کنند اما قدرت انتقال (۱۰ مگاوات) کم دارند. با این حال، بعضی دستگاه‌ها، به ویژه دوربین‌های بیسیم، با سطوح بالای (اغلب غیرمجاز) با قدرت بالا کار می‌کنند و دارای آنتنهایی با توان بالا هستند.
اپراتورهای رادیوی آماتور می‌توانند تلویزیون آماتور دوگانه (و صدای) را در باند ۲٫۴ گیگاهرتز و تمامی فرکانس‌های ISM بالای ۹۰۲ مگاهرتز با حداکثر توان ۱۵۰۰ وات در ایالات متحده انتقال دهند، اگر حالت انتقال شامل تکنیک‌های طیف گسترده‌ای نیست. سایر سطوح قدرت در هر منطقه اعمال می‌شود. در انگلستان، حداکثر توان برای مجوز کامل ۴۰۰ وات است. در کشورهای دیگر، حداکثر میزان قدرت برای انتشار گازهای طیفی غیرقابل تنظیم توسط قوانین محلی تعیین می‌شود.
اگرچه فرستنده برخی از دوربین‌های ویدئویی به نظر می‌رسد بر روی یک فرکانس ثابت می‌شود، اما در مدل‌های متعددی یافت می‌شود که دوربین‌ها واقعاً چگالی فرکانس دارند و می‌توانند فرکانس خود را با جدا کردن محصول و انتقال اتصالات لحیم کاری یا سوئیچ‌های شیب در داخل دوربین تغییر دهند.
این دستگاه‌ها به دلیل تداخل سایر دستگاه‌های ۲٫۴ گیگاهرتز، به دلیل ماهیت یک سیگنال ویدئویی آنالوگ به راحتی تداخل را نشان می‌دهد. یک عکس «پاک» به یک نسبت حامل به نویز حدود ۲۰ دسی بل نیاز است.
انتقال مداوم با این‌ها مواجه می‌شود، باعث ایجاد الگوی «بر روی تصویر»، گاهی اوقات تغییر تاریک یا نور یا مسدود کردن کامل سیگنال می‌شود.
انتقال‌های غیر پیوسته مانند Wi-Fi سبب می‌شود که نوارهای صوتی افقی بر روی صفحه ظاهر شوند و می‌توانند باعث «ظاهر شدن» یا «کلیک کردن» شوند تا در صدا پخش شوند.

## وای فای
فرستندگان ویدیو یک مشکل بزرگ برای شبکه‌های Wi-Fi هستند. برخلاف Wi-Fi، آن‌ها به‌طور مداوم عمل می‌کنند و معمولاً تنها ۱۰ مگاهرتز در پهنای باند هستند. این باعث می‌شود سیگنال بسیار شدید به عنوان مشاهده شده در تجزیه و تحلیل طیف، وبیش از نیمی کانال به‌طور کامل نابود شوند.
نتیجه این، به‌طور معمول در یک محیط ارائه دهنده سرویس بی‌سیم اینترنت، این است که مشتریان (که نمی‌توانند از فرستنده ویدیوی به دلیل اثر گره پنهان بشنوند) می‌توانند بدون هیچ مشکلی Wi-Fi را بشنوند، اما گیرنده در نقطه دسترسی WISP توسط فرستنده ویدئو کاملاً حذف می‌شود، بنابراین بسیار ناشنوا است.
علاوه بر این، با توجه به ماهیت فرستنده‌های ویدئویی، با Wi-Fi به راحتی تداخل پیدا نمی‌کند، زیرا گیرنده و فرستنده معمولاً بسیار نزدیک به یکدیگر قرار دارند، بنابراین اثر ضبط بسیار بالا است. Wi-Fi همچنین یک طیف بسیار وسیع دارد، بنابراین تنها ۳۰٪ از حداکثر توان Wi-Fi در واقع به فرستنده ویدیو تأثیر می‌گذارد؛ و Wi-Fi به‌طور پیوسته انتقال نمی‌یابد، بنابراین سیگنال Wi-Fi تنها به صورت متناوب با فرستنده تصویر مواجه می‌شود. ترکیبی از این عوامل - خروجی کم قدرت Wi-Fi در مقایسه با فرستنده ویدئو، این واقعیت است که معمولاً فرستنده تصویر به گیرنده بسیار نزدیکتر از فرستنده Wi-Fi است و اثر ضبط FM به این معنی است که فرستنده ویدیویی ممکن است باعث مشکلاتی در Wi-Fi در یک منطقه وسیع می‌شود، اما دستگاه Wi-Fi سبب مشکلاتی برای فرستنده ویدئو می‌شود.

### EIRP
بسیاری از فرستنده‌های ویدئویی در بازار در انگلستان، توانسته‌اند قدرت ۱۰۰ وات EIRP را به میزان ۱۰۰ مگاوات برسانند. با این حال، بازار انگلستان فقط محدودیت EIRP 10 mW را اجازه می‌دهد. این دستگاه‌ها به علت قدرت بیش از حد باعث ایجاد تداخل بیشتر در یک ناحیه بسیار وسیع می‌شوند. علاوه بر این، فرستنده‌های ویدئویی بریتانیا مجبور هستند که در عرض یک پهنای باند ۲۰ مگاهرتز کار کنند (نباید با انحراف 20 MHz اشتباه گرفته شود). این بدان معنی است که برخی از فرستندگان ویدئوی خارجی وارداتی قانونی نیستند زیرا آن‌ها در پهنای باند ۱۵ مگاهرتز یا پایین‌تر عمل می‌کنند که باعث افزایش تراکم قدرت طیفی می‌شود و باعث افزایش تداخل می‌شود. علاوه بر این، اکثر کشورهای دیگر اجازه می‌دهند EIRP 100 مگاوات برای فرستنده‌های ویدئویی، به این معنی که بسیاری از فرستنده‌های ویدئویی در انگلستان دارای خروجی‌های بیش از حد هستند.

## ZigBee / IEEE 802.15.4های بی‌سیم شبکه‌های داده
بسیاری از شبکه‌های داده بی‌سیم مبتنی بر ZigBee / IEEE 802.15.4 در گروه ۲٫۴–۲٫۴۸۳۵ گیگاهرتز عمل می‌کنند و به همین ترتیب از سایر دستگاه‌های عامل در همان باند تداخل می‌کنند. برای جلوگیری از تداخل از شبکه‌های IEEE 802.11، یک شبکه IEEE 802.15.4 را می‌توان پیکربندی کرد تا تنها از کانال‌های ۱۵، ۲۰، ۲۵ و ۲۶ استفاده کند، از فرکانس‌های استفاده شده توسط کانال‌های IEEE 802.11 که معمولاً استفاده می‌شود ۱، ۶ و ۱۱ استفاده می‌شود.

## میکروفون‌های بی‌سیم
میکروفون‌های بی‌سیم به عنوان فرستنده‌ها عمل می‌کنند. برخی از میکروفون‌های بی‌سیم بی‌سیم از باند ۲٫۴ گیگاهرتزی استفاده می‌کنند (به عنوان مثال مدل AKG DPT 70)

## حل تداخل
به‌طور معمول دخالت برای پیدا کردن خیلی سخت نیست. محصولات به بازار ارزان می‌آیند که به عنوان تجزیه و تحلیل طیف عمل می‌کنند و از یک رابط USB استاندارد به یک لپ تاپ استفاده می‌کنند، به این معنی که منبع تداخل می‌تواند به آسانی با کار کمی، یک آنتن جهت و رانندگی در اطراف برای پیدا کردن دخالت پیدا شود.

### کانال تغییر
اغلب تداخل حل مسئله ساده است به عنوان مثال تغییر کانال دستگاه مجرم. به خصوص با فرستنده‌های ویدئویی، که در آن گیرنده با وصل شدن بدون فرستنده به شما اجازه می‌دهد «فرستنده ویدیوی همسایه» را ببینید، این تکنیک بخشی از «فرایند نصب» است. از آنجا که کانال یک سیستم، مانند یک ISP بی‌سیم، نمی‌تواند تغییر کند، و با چیزی مانند فرستنده تصویر مواجه می‌شود، مالک فرستنده ویدیویی به‌طور معمول بسیار خوشحال است که به انجام این کار کمک کند، بیش از حد کار می‌کند با این حال مشکل زمانی رخ می‌دهد که تداخل چیزی شبیه یک دوربین CCTV بی‌سیم است که بر روی دودکش نصب شده و نیاز به یک نردبان طولانی برای دسترسی دارد. چنین دوربین‌هایی با توجه به ارتفاع آنها، مشکلات زیادی را در یک منطقه وسیع ایجاد می‌کنند.

### محصول جایگزین
یکی دیگر از درمان‌ها این است که بدون هیچ هزینه ای، یک محصول جایگزین برای مالک فراهم کند. به‌طور معمول این دوربین می‌تواند یک دوربین سیمی باشد که به طرز عملکردی بسیار بهتر از دوربین‌های بی‌سیم است، کابل برای جایگزینی فرستنده تصویر یا یک فرستنده ویدیویی جایگزین که به یک کانال جایگزین سخت شده‌است و هیچ راهی برای تغییر آن وجود ندارد.

### تغییر پارامتر
در موارد شدید، جایی که تداخل یا عمدی است یا همه تلاش برای خلاص شدن از دستگاه مجرم، بیهوده ثابت شده‌است، ممکن است به تغییر پارامترهای شبکه نگاه کنید. تغییر آنتن‌های collinear برای ظروف بالا جهت دستیابی به‌طور معمول به خوبی کار می‌کند، از آنجا که پرتو باریک از ظرف افزایش می‌دهد به‌طور فیزیکی "دیدن" دخالت نیست. اغلب آنتن‌های بخش دارای الگوی عمودی "null" هستند، بنابراین تغییر زاویه شیب آنتن‌های بخش با یک تجزیه و تحلیل طیف متصل به مانیتورینگ تداخل می‌تواند دستگاه مجاز را در صفر بخش قرار دهد. آنتن‌های باال در انتهای فرستنده می‌توانند تداخل را "نفوذ" کنند، هرچند که استفاده از آن‌ها می‌تواند موجب افزایش قدرت مؤثر (ERP) سیگنال شود و بنابراین استفاده از آن‌ها ممکن است قانونی باشد.

### اضافه کردن ایستگاه‌های پایه
تداخل ناشی از یک شبکه Wi-Fi به همسایگان خود را می‌توان با اضافه کردن ایستگاه‌های پایه بیشتر به آن شبکه کاهش داد. هر استاندارد Wi-Fi برای تنظیم خودکار نرخ داده به شرایط کانال فراهم می‌کند. لینک‌های ضعیف (معمولاً کسانی که فاصله‌های زیادی دارند) به صورت خودکار در سرعت‌های پایین عمل می‌کنند. استقرار ایستگاه‌های پایه اضافی در اطراف منطقه پوشش شبکه، به ویژه در مناطق موجود فقیر یا بدون پوشش، میانگین فاصله بین دستگاه بی‌سیم و نزدیک‌ترین نقطه دسترسی آن را کاهش می‌دهد و سرعت متوسط را افزایش می‌دهد. همان مقدار داده، زمان کمتری برای ارسال، کاهش هزینه کانال، و زمان صرفه جویی بیشتری به شبکه‌های همسایه، بهبود عملکرد تمام شبکه‌های مربوطه، زمان می‌برد.
جایگزین افزایش پوشش توسط اضافه کردن یک آمپلی فایر قدرت RF به یک ایستگاه پایه تنها می‌تواند باعث بهبود مشابه در یک شبکه بی‌سیم شود. قدرت اضافی ارائه شده توسط تقویت کننده خطی نسبت سیگنال به نویز را در دستگاه مشتری افزایش می‌دهد، میزان استفاده از داده‌ها را افزایش می‌دهد و زمان صرف شده برای انتقال داده‌ها را کاهش می‌دهد. کیفیت لینک بهبود می‌یابد نیز تعداد retransmissions به دلیل از دست دادن بسته‌های بسته را کاهش می‌دهد، بیشتر باعث کاهش مصرف کانتینرها می‌شود. با این حال، باید از یک تقویت‌کننده بسیار خطی برای جلوگیری از اضافه شدن نویز بیش از حد به سیگنال استفاده کرد.
تمام ایستگاه‌های پایه در یک شبکه بی‌سیم باید به همان SSID (که باید برای تمام شبکه‌های دیگر در محدوده محدوده منحصر به فرد است) تنظیم شده و به همان بخش اینترنت منطقی (یک یا چند توپی یا سوئیچ به‌طور مستقیم بدون روترهای IP متصل شده) وصل بشوند. مشتریان بی‌سیم سپس به‌طور خودکار قوی‌ترین نقطه دسترسی را از همه کسانی که SSID مشخص شده را انتخاب می‌کنند، به صورت جداگانه از یکدیگر به عنوان تغییرات قدرت سیگنال نسبی خود تغییر می‌دهند. در بسیاری از پیاده‌سازی سخت‌افزار و نرم‌افزار، این دست خاموش می‌تواند در کوتاه مدت در انتقال داده‌ها در حالی که مشتری و ایستگاه پایه جدید ایجاد شده اتصال‌یابد. این اختلال بالقوه باید در هنگام طراحی یک شبکه برای خدمات با ریسک پایین مانند VoIP مورد توجه قرار گیرد.